# Регулярный сезон Национальной футбольной лиги
Регулярный сезон Национальной футбольной лиги — турнир, в ходе которого определяются победители дивизионов в каждой из конференций лиги и участники плей-офф НФЛ.

## Время начала игр
Сезон стартует в сентябре и длится 18 недель. В нём принимают участие 32 команды, проводящие по 17 игр каждая. Первая игра регулярного сезона проходит в первый же уик-энд после Дня Труда (первый понедельник сентября). Большая часть игр регулярного сезона проводится в воскресенье вечером. А три игры обычно являются вынесенными: в четверг ночью — Thursday Night Football, в воскресенье ночью — Sunday Night Football и в понедельник ночью — Monday Night Football.

## История
Традиционными являются игры на День благодарения (конец ноября). Матчи на Рождество (25 декабря) проходят, если оно выпадает на дни матчей.

## Игры за пределами США
Традиционными играми являются игры НФЛ в Лондоне . Матчи также игрались в Мехико.

## Перенос игр
Один из самых известных переносов игр случился в 2001—2002 сезоне: все матчи после первой недели были перенесены в связи с 9/11 (террористические акты в США, унесшие жизни трех тысяч человек).